# (9370) 1993 FC22
A (9370) 1993 FC22 a Naprendszer kisbolygóövében található aszteroida. Az UESAC program keretében fedezték fel 1993. március 21-én.